# Ади Шамир
Ади Шамир (хебр. עדי שמיר; Тел Авив, 6. јул 1952) је израелски криптограф. Био је један од проналазача RSA алгоритма (заједно са Роном Ривестом и Леном Ејдлманом), један од проналазача Фејџ-Фајет-Шамирове схеме идентификације (заједно са Јурајл Фејџом и Ејмос Фајетом) и дао је велике доприносе на пољу криптографије и рачунарства.

## Образовање
Рођен у Тел Авиву, Шамир је дипломирао (BSc) математику на Универзитету Тел Авив 1973. и магистрирао и потом докторирао информатику на Вајцмановом институту 1975. и 1977. Његова теза названа је „Фиксиране тачке рекурзивних програма“. Након године последокторских студија на Ворвик универзитету истраживао је на MIT-у од 1977. до1980., пре него што се вратио као професор Факултета математике и компјутерских наука на Вајцман институту. Почевши од 2006, он је такође гостујући професор на Вишој нормалној школи у Паризу.

## Истраживања
Поред RSA, Шамирови бројни други проналасци и доприноси криптографији укључују Шамирову схему тајног дељења, разбијање Меркл-Хелмановог криптосистема, визуелна криптографија, и TWIRL и TWINKLE фабрички уређаји. Заједно са Илајем Бајемом, открио је диференцијалну криптоанализу, основни метод нападања блока цифара. (Касније се испоставило да је диференцијална криптоанализа већ била позната – и чувана у тајности – од стране IBM и NSA.)
Шамир је такође дао доприносе у рачунарству и ван криптографије, на пример у показивању еквивалентности теорија комплексности PSPACE и IP.

## Награде
Као признање за доприносе у криптографији, Шамир је био награђен, заједно са Ривестом и Едлменом, ACM Тјуринговом наградом, 2002. Шамир је такође примио CM Канелакис награду, Erdos награду друштва израелских математичара, IEEE W.R.G. Бејкер награду, UAP научну награду, ватиканску PIUS XI златну медаљу и IEEE Кођи Кобајаши награду у компјутерима и комуникацији.